# Râul Cozia
Râul Cozia este un curs de apă, afluent al râului Bohotin. 